# Casa Fregola
La Casa Fregola va ser una centenària llibreria de temàtica principalment religiosa i de souvenirs del patrimoni cultural de la ciutat situada a la ciutat de Lleida, a la plaça de la Sal, als baixos i el primer pis de l'immoble conegut com a Casa Bergós. Va ser fundada l'any 1912 per don Ramon Fregola Fabregat, qui dotà la botiga d'un aparador modernista de fusta i vidre al gust de l'època. Va ser dirigit per tres generacions de la família fins que va tancar les portes el 31 d'agost de 2014.
La façana de la llibreria custodia una figura barroca d'uns 50 centímetres la Mare de Déu del Pilar i el nen Jesús de 1740, reproducció d'un original del segle xii i que els havia estat robada l'any 2012, però que aconseguiren recuperar poc abans d'haver de tancar el negoci. També s'hi venien nombrosos estris d'escriptura. La casa Fregola va ser la distribuïdora oficial de les màquines d'escriure Olivetti a la ciutat. Paral·lelament a la botiga, la família va establir la Impremta Fregola, al carrer Vila Antònia de la ciutat.